# Cinnamomum pubescens
Cinnamomum pubescens är en lagerväxtart som beskrevs av K.M. Kochummen. Cinnamomum pubescens ingår i släktet Cinnamomum och familjen lagerväxter. Inga underarter finns listade i Catalogue of Life.